# Achryson lutarium
Achryson lutarium es una especie de escarabajo longicornio de la subfamilia Cerambycinae, tribu Achrysonini. Fue descrita científicamente por Burmeister en 1865.
Se distribuye por Argentina, Bolivia, Brasil, Paraguay y Uruguay. Mide aproximadamente 12-23 milímetros de longitud. El período de vuelo de esta especie ocurre en los meses de enero, febrero, marzo, abril, septiembre, octubre, noviembre y diciembre.